# Kyōgoku (Klan)

Wappen der Marugame-Kyōgoku

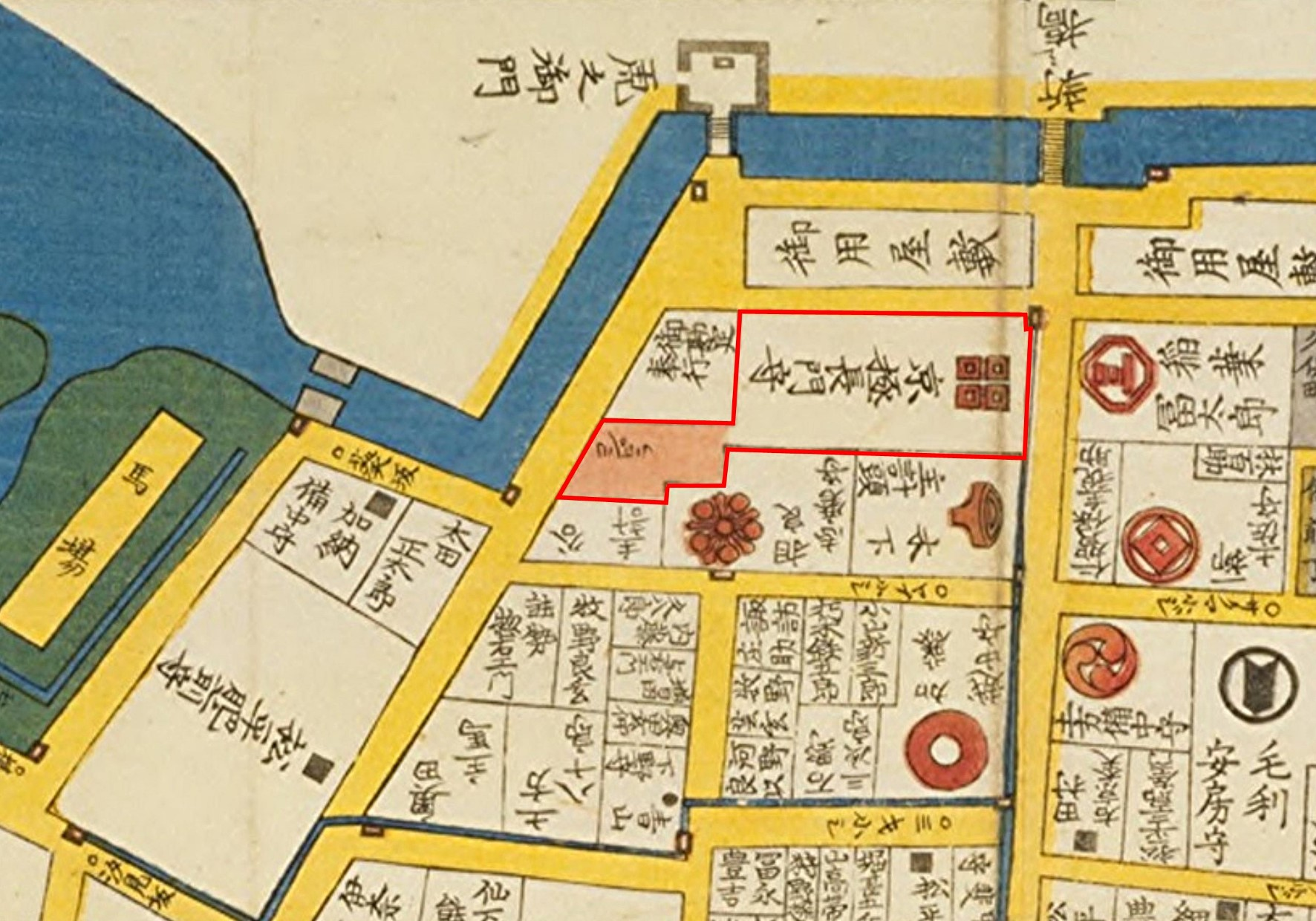
Marugame-Kyōgoku-Residenz in Edo

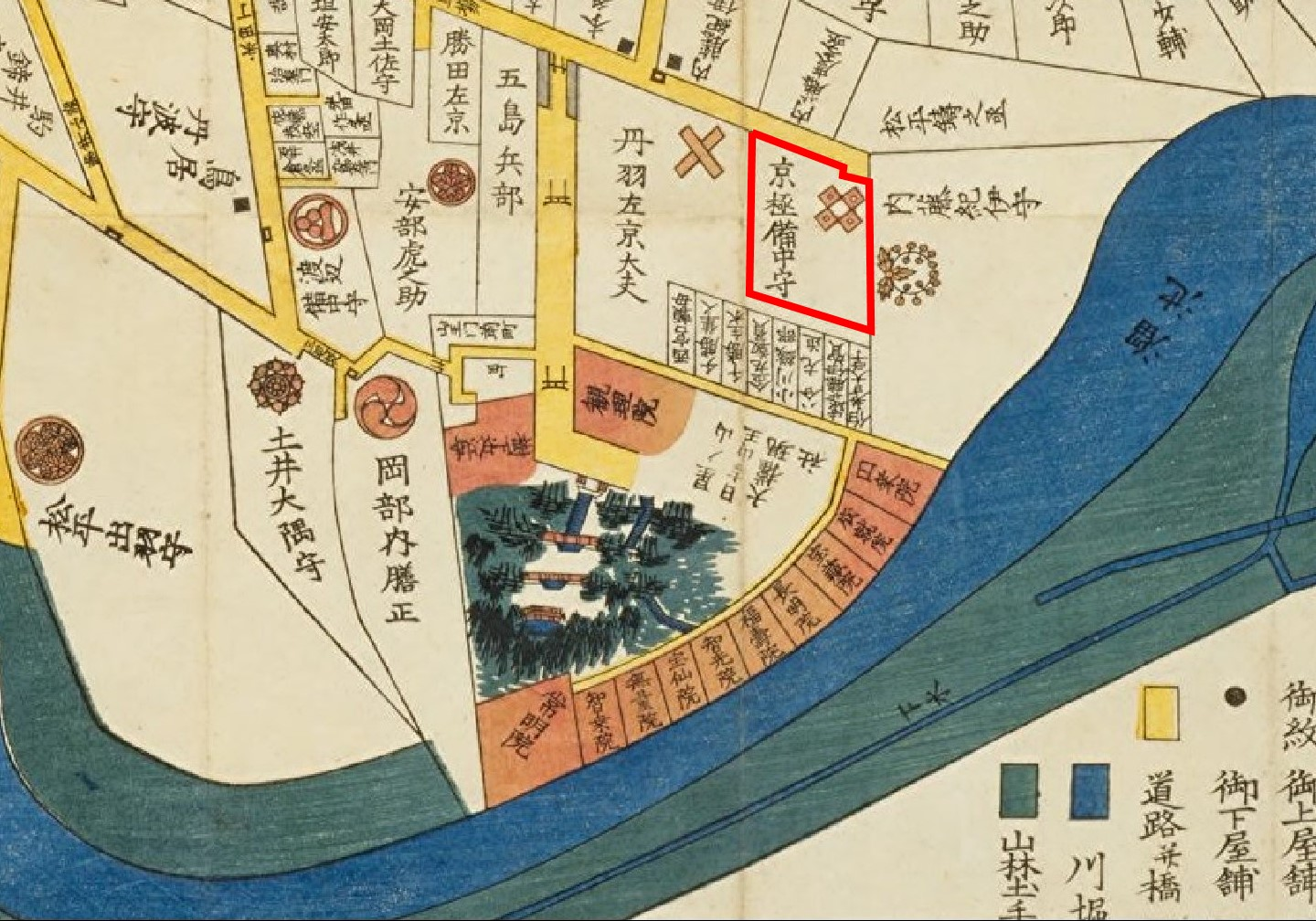
Residenz der Mineyama-Kyōgoku

Die Kyōgoku (japanisch 京極氏, Kyōgoku-shi) waren eine verzweigte Familie des japanischen Schwertadels (Buke), die sich über Sasaki Ujinobu von den Uda-Genji ableitete. Mit einem Einkommen von 50.000 Koku gehörten die in Marugame (Präfektur Ehime) residierenden Kyōgoku zu den mittelgroßen Tozama-Daimyō der Edo-Zeit.
Der Klan ist nicht verwandt mit der auf Fujiwara no Tameie und Kyōgoku Tamekane zurückgehenden Dichter- und Politikerfamilie.

## Genealogie
- Takayoshi (高吉; 1504–1581) hatte zwei Söhne, Takatsugu und Takatomo.
- Takatsugu (高次; 1560–1609), Sohn Takayoshis, begründete den Hauptzweig. Er diente Oda Nobunaga, der ihn mit seiner Nichte, der Tochter von Asai Nagamasa und Schwester von Yodogimi, verheiratete. Toyotomi Hideyoshi, sein Schwager, gab ihm die Domäne von Ōtsu (Provinz Ōmi) mit 60.000 Koku. Takatsugu schloss sich dann Tokugawa Ieyasu an, worauf er von Tachibana Muneshige und Tsukushi Hirokado in seiner Burg eingeschlossen wurde. Er konnte aber durch Verhandlungen freien Abzug erreichen und floh in das Bergkloster Kōya-san. Trotzdem erhielt er im selben Jahr, nämlich 1600, die Domäne von Obama (Wakasa) mit 92.000 Koku. Auf Drängen seiner Mutter und seines Bruders Takatomo ließ er sich 1602 mit seiner ganzen Familie taufen.   
  - Tadataka (忠高; 1593–1637), Takatsugus Sohn, heiratete 1607 die vierte Tochter des Shogun Tokugawa Hidetada. Er beteiligte sich 1615 an der Belagerung von Ōsaka und nahm mehr als 300 Köpfe als Trophäen mit nach Hause. 1634 wurde sein Einkommen erhöht, als er Matsue (Izumo) mit 260.000 Koku erhielt. Tadataka starb drei Jahre später ohne Nachkommen. Das Shogunat setzte daraufhin seinen Neffen Takakazu ein, der Tatsuno (Provinz Harima) mit 50.000 Koku erhielt. 1658 wurde die Familie nach Marugame (Sanuki) versetzt, wo sie bis 1868 residierte. Letzter Daimyō war
    - Asayuki (朗徹; 1828–1882), nach 1868 Vizegraf.
    - Ein Nebenzweig residierte von 1694 bis 1868 in einem Festen Haus (jinya) in Tadotsu (Sanuki) mit 10.000 Koku. Nach 1868 Vizegraf.
- Takatomo (高知; 1571–1621) diente Hideyoshi und erhielt 1592 Iida (Shinano) mit 80.000 Koku. Dann schloss er sich Ieyasu an und belagerte die Burg Gifu (Mino). Nach 1600 erhielt er Tanabe (Tango) mit 125.000 Koku und baute eine Burg, baute kurz danach die Burg Miyazu und ließ sich dort nieder. Er nahm 1614 und 1615 an den beiden Belagerungen von Ōsaka teil. Takatomo ließ sich taufen und erhielt den Namen Johannes. 
  - Takahiro (高広; 1599–1677), Takatomos Sohn und Erbe, übernahm nach dessen Tod die Domäne mit einem auf 75.000 Koku reduziertem Einkommen. Wegen schlechter Verwaltung wurden er und sein Sohn Takakuni (1616–1675) im Jahr 1666 von Shogun Tokugawa Ietsuna abgesetzt. Takakuni musste ins Exil nach Nambu, Takahiro schor sein Haupt und kam unter Hausarrest in Okasaki bei Kyoto. 
    - Takayori (高頼), Takakunis Sohn, wurde nach Tsu verbannt, als sein Vater 1666 ins Exil gehen musste. 1687 wurde Takayori begnadigt und erhielt als Kōke (高家) eine Pension von 2000 Koku.
    - Takamitsu, ein weiterer Sohn Takatomos, begründete einen Zweig, der von 1604 in Tanabe (Tango)[Anm. 2] und dann von 1688 bis 1868 in Toyooka (Tajima) in einem Festen Haus mit 15.000 Koku residierte. Nach 1868 Vizegraf.
    - Takamichi (高道; 1603–1665), ein Sohn Kuchiki Tanetsunas, der von Takatomo adoptiert worden war, begründete einen Zweig, der von 1620 in Mineyama (Tango)[Anm. 3] bis 1868 residierte. Nach 1868 Vizegraf.